# كريستين بيلوسي
كريستين بول بيلوسي (بالإنجليزية: Christine Pelosi)‏ (ولدت في 5 مايو 1966) إستراتيجية سياسية للحزب الديمقراطي الأمريكي من كاليفورنيا . بيلوسي هي صاحبة حملة «مخيم التدريب» سنة 2007 ، وهو دليل لحملة ناجحة. هي ابنة نانسي بيلوسي وبول بيلوسي وأخت ألكسندرا بيلوسي .
تزوجت بيلوسي من بيتر كوفمان في 16 فبراير 2008. وأنجبا بنتا في مارس / آذار 2009. 
بيلوسي هي من مشجعي لعبة البيسبول و تعيش على مسافة قريبة من ملعب سان فرانسيسكو جاينتس ، وتعمل في مجلس إدارة صندوق جيانتس كوميونيتي.
منذ كانون الثاني (يناير) 2007 ، تكتب بيلوسي مقالات في مدونة هافينغتون بوست .